# Gabriel Peñalba
Gabriel Peñalba (Quilmes, 23 september 1984) is een Argentijns voetballer die doorgaans als middenvelder speelt. Hij verruilde Cruz Azul in januari 2018 voor UD Las Palmas.